# Ministro plenipotenziario di Aruba
Il ministro plenipotenziario di Aruba (in olandese: gevolmachtigde minister van Aruba) rappresenta il paese costituente di Aruba nel Consiglio dei ministri del Regno dei Paesi Bassi. L'attuale ministro plenipotenziario di Aruba è Guillfred Besaril. Il ministro plenipotenziario e il suo gabinetto siedono nell'Arubahuis a L'Aia.
Esiste una differenza significativa tra i ministri olandesi e i ministri plenipotenziari, poiché non sono responsabili delle loro politiche nel parlamento olandese. Il ministro plenipotenziario, tuttavia, è responsabile nei confronti del rispettivo governo nazionale, che sono gli Stati di Aruba nel caso di Aruba. Pertanto, il Ministro plenipotenziario di solito non si dimette in caso di crisi del governo olandese.

## Elenco dei Ministri plenipotenziari di Aruba
Nella tabella seguente sono elencati i ministri plenipotenziari di Aruba che sono stati in carica da quando Aruba ha acquisito il suo status a parte nel 1986
| Nome                  | Periodo                             | Partito |
| --------------------- | ----------------------------------- | ------- |
| John Merryweather     | 10 gennaio 1986 – 11 febbraio 1989  | PPA     |
| R.H. Laclé            | 11 febbraio 1989 – 7 marzo 1991     | MEP     |
| Ella Tromp-Yarzagaray | 8 marzo 1991 – 1º marzo 1993        | MEP     |
| Candelario Wever      | 2 marzo 1993 – settembre 1994       | MEP     |
| Mito Croes            | settembre 1994 – 30 ottobre 2001    | AVP     |
| Ella Tromp-Yarzagaray | 30 ottobre 2001 – 7 novembre 2005   | MEP     |
| Frido Croes           | 8 novembre 2005 – 31 ottobre 2009   | MEP     |
| Edwin Abath           | 1º novembre 2009 – 13 novembre 2013 | AVP     |
| Alfonso Boekhoudt     | 14 novembre 2013 – 17 novembre 2016 | AVP     |
| Juan David Yrausquin  | 17 novembre 2016 – 20 novembre 2017 | AVP     |
| Guillfred Besaril     | 20 novembre 2017–                   | MEP     |